# Artamus maximus
El artamo grande (Artamus maximus) es una especie de ave paseriforme de la familia Artamidae. Es endémica de Nueva Guinea.